# Tatort: Der Zeuge
Der Zeuge ist ein Fernsehfilm aus der Fernseh-Kriminalreihe Tatort der ARD und des ORF. Der Film wurde vom WDR produziert und am 7. April 1980 zum ersten Mal gesendet. Er ist die 111. Folge der Tatort-Reihe, mit Jörg Hube als Kommissar Enders in Vertretung für Kommissar Haferkamp.

## Handlung
In Frankfurt leiht Uwe Dräger einen Opel bei dem Leihwagenunternehmen Clever, um dort wenig später mit seinen Freunden Inga Weiss und Klaus Bender einen Banküberfall zu begehen. Ein Wachmann wird dabei schwer verletzt. Otto Baumann, der Dräger den Wagen übergab, entdeckt ihn angeblich in seiner Stammkneipe und alarmiert die Polizei. Als der Mann fliehen will, werden bei ihm eine Schreckschusswaffe und ein falscher Pass sichergestellt.
In Essen wird Kommissar Enders von dem Banküberfall informiert, da dieser dort älteren Überfällen ähnelt. Enders, zurzeit Kommissar Haferkamps Vertretung, wird nach Frankfurt geschickt. Er trifft dort ein, als der Festgenommene von Kommissar Fischer ergebnislos verhört wird. Enders macht seinen Kollegen den Vorschlag, sich als Zeuge Baumann auszugeben, um seine Komplizen aus deren Versteck zu locken.
Der echte Baumann wird in einem Hotel mit Kollege Kreutzer untergebracht. Schon kurze Zeit später taucht Inga beim Verleih als Journalistin auf und lädt Enders zum Essen ein.
Was die Räuber und die Polizei aber nicht ahnen, ist, dass ein falscher Mann festgenommen wurde. Der Richtige bekommt es mit der Angst zu tun, als bekannt wird, dass der Wachmann seiner Verletzung erlegen ist und taucht kurz unter. Jedoch kehrt Dräger wieder in ihren Unterschlupf zurück. Als Inga den Kommissar nach der Einladung dorthin mitnimmt, ist sie über Uwes Präsenz überrascht. Wenig später kommt auch der dritte Komplize Klaus nach Hause. Uwe gibt beiden zu verstehen, während Enders telefonieren will, dass das nicht der richtige Baumann ist.
Sie nehmen Enders als Geisel. Kreutzer, der durch einen Taxifahrer den Aufenthalt von Enders erfahren hat, eilt zur Adresse des Bankräuber-Trios. Er beobachtet dort, wie Enders gezwungen wird, in ihren Wagen zu steigen. Kreutzer übernimmt die Rolle des Taxifahrers und blockiert deren Wagen. Nachdem Uwe und Klaus dem Wagen entstiegen sind, um ihm zu helfen, entwaffnet Enders Inga. Kreutzer gibt sich nun auch als Polizist zu erkennen und sie können so das Trio festnehmen. Am nächsten Tag treffen Enders und Kreutzer Otto Baumann vor der Polizeiwache, der auf Druck von Klaus seine Aussage zurückziehen wollte. Die beiden geben ihm zu verstehen, dass es eine Belohnung gibt und er es nochmals überdenken sollte.